# Raptor King of Tough 250
Das Raptor King of Tough 250 ist ein Autorennen der NASCAR Nationwide Series, das auf dem Atlanta Motor Speedway in Hampton im US-Bundesstaat Georgia stattfindet. Erstmals wurde es 1992 ausgetragen, damals noch auf der alten Streckenkonfiguration des Atlanta Motor Speedway. Von 1992 bis 1999 ging es über eine Distanz von 300 Meilen. Im Jahre 2000 wurde es umbenannt in Aaron’s 312, es ging aber nicht über eine Distanz von 312 Meilen, sondern 313 Meilen respektive 203 Runden. Die Rennbezeichnung Aaron’s 312 wird aber auch in einem anderen Rennen verwendet, und zwar für ein Rennen der Busch Series auf dem Talladega Superspeedway. Für ein paar Jahre gab es somit zwei Rennen mit dem gleichen Namen. Im Jahre 2006 wurde das Aaron’s 312 in Nicorette 300 umbenannt und ist seitdem wieder ein 300 Meilen langes Rennen, es geht somit über 195 Runden.

## Sieger

### Great Clips 300
- 2010: Jamie McMurray
- 2011: Carl Edwards

### Degree V12 300
- 2009: Kevin Harvick

### Nicorette 300
- 2008: Matt Kenseth
- 2007: Jeff Burton
- 2006: Jeff Burton

### Aaron’s 312
- 2005: Carl Edwards
- 2004: Matt Kenseth
- 2003: Greg Biffle
- 2002: Jamie McMurray
- 2001: Joe Nemechek
- 2000: Mark Martin

### Yellow Freight 300
- 1999: Mike Skinner

### Stihl Power Tools 300
- 1998: Mark Martin

### Stihl Outdoor Power Tools 300
- 1997: Mark Martin

### Busch Light 300
- 1996: Terry Labonte
- 1995: Johnny Benson
- 1994: Harry Gant

### The Slick 50 300
- 1993: Ward Burton

### Atlanta Motor Speedway 300
- 1992: Jeff Gordon